# Christoph Prégardien
Christoph Prégardien   (Limburg an der Lahn, 18 de gener de 1956) és un tenor líric alemany la carrera del qual està estretament relacionada amb els papers de les òperes de Mozart, així com les representacions de Lieder, rols d'oratori i música barroca. És molt conegut per les seves interpretacions i enregistraments dels papers evangelistes a la Passió de Sant Joan i la Passió de Sant Mateu de Bach.

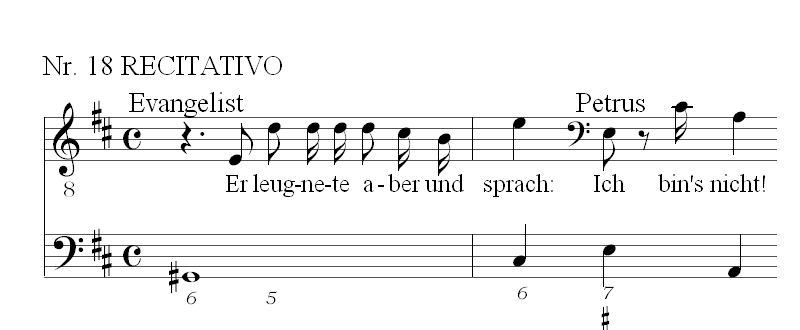
Extracte del recitatiu de l'Evangelista de la Passió de Sant Joan de Bach

Nascut a Limburg an der Lahn, Alemanya, va començar la seva formació musical com a membre del cor de nois de la catedral, el Limburger Domsingknaben. Després va estudiar cant amb Martin Gründler i Karlheinz Jarius a Frankfurt a la Hochschule für Musik, amb Carla Castellani a Milà, amb Alois Treml a Stuttgart i va assistir a la classe de lieder de Hartmut Höll.
El seu repertori orquestral i d'oratori abasta una àmplia gamma des dels grans oratoris barrocs, clàssics i romàntics fins a obres del segle XX de Britten, Killmayer, Rihm i Stravinsky. Reconegut també com a recitalista eminent, actua regularment als principals recitals de París, Londres, Brussel·les, Berlín, Colònia, Amsterdam, Salzburg, Zuric, Viena, Barcelona i Ginebra, així com durant les seves gires de concerts per Itàlia, Japó i Amèrica del nord. Col·labora regularment amb els acompanyants al piano Michael Gees i Andreas Staier.
Ha realitzat més de 120 enregistraments, en discogràfiques importants com BMG, EMI, Deutsche Grammophon, Philips, Sony, Erato i Teldec. Els seus enregistraments de Lieder alemany han estat molt aclamats pel públic i la premsa, i han rebut premis internacionals, inclosos l'Orphée d'Or de l'Academie du Disque Lyrique, l'Edison Award i altres. Va participar en el projecte de Ton Koopman i l'Amsterdam Baroque Orchestra & Choir per gravar les obres vocals completes de Bach.
En òpera, Prégardien ha fet aparicions escèniques als principals teatres lírics europeus, interpretant papers principals com Tamino, Don Ottavio, Tito, el comte Almaviva, Fenton i Ulisse de Monteverdi.
Prégardien també és educador. Del 2000 al 2005, va estar al capdavant d'una classe vocal a la Hochschule für Musik und Theatre de Zuric. Des de la tardor del 2004, és professor de la Hochschule für Musik Köln. Entre els seus estudiants hi ha Ulrich Cordes. El seu fill, Julian Prégardien (n. 1984), també és tenor.
El 2018, Christoph Prégardien va gravar el seu primer cd com a cantant de baríton, interpretant cantates de Bach i Telemann.

## Enregistraments seleccionats
- JS Bach: Johannes-Passion BWV 245, Philippe Herreweghe, "Collegium Vocale Gent", Christoph Prégardien, Konrad Jarnot (Veu Crist), Camilla Tilling, Ingeborg Danz, Jan Kobow, Peter Kooy, 2007